# Tanycoryphus baumi
Tanycoryphus baumi is een vliesvleugelig insect uit de familie bronswespen (Chalcididae). De wetenschappelijke naam is voor het eerst geldig gepubliceerd in 1958 door Boucek.